# Arthur Xavier Ducellier
Pour les articles homonymes, voir Ducellier.
Arthur-Xavier Ducellier (né le 1er septembre 1832 à Soliers, Calvados - mort le 29 juin 1893 à Besançon, Doubs) est un ecclésiastique français normand du XIXe siècle, qui fut évêque de Bayonne, puis archevêque de Besançon. Il a pour devise Pro Christo et grege, ce qui signifie Pour le Christ et le troupeau.

## Biographie
Il poursuit ses études au séminaire de Bayeux à l'issue desquelles il est ordonné prêtre en octobre 1857 pour le diocèse de Bayeux par Charles-Nicolas-Pierre Didiot, dont il devient le secrétaire. Il est nommé chanoine en 1864, vicaire général de Bayeux en 1866. C'est lui qui gouverne le diocèse de Bayeux de la mort de Charles-Nicolas-Pierre Didiot jusqu'à l'arrivée de Flavien Hugonin. Il devient évêque de Bayonne en 1878 et il est sacré par Flavien Hugonin dans la cathédrale de Bayeux, le 24 septembre 1878. Dans une région à forte identité basque, il a la réputation de laisser les coudées franches à son vicaire général, Fulgence Franchistéguy, puis Emmanuel Inchauspé, qui gouverne en réalité le diocèse. Il se cantonne quant à lui à la question scolaire, à l'époque où Jules Ferry brise l'influence des congrégations sur l'enseignement. C'est lui qui pose la première pierre du collège de l'Immaculée-Conception de Pau et qui consacre la nouvelle église d'Hasparren en janvier 1886. Il est nommé archevêque de Besançon le 16 avril 1887 et installé le 25 août suivant. Influencé par les idées de Frédéric Le Play, il impose l'étude de la question sociale dans ses séminaires. Il rédige plusieurs lettres pastorales sur la question sociale, notamment entre 1890 et 1892.
Il meurt le 29 juin 1893. C'est l'évêque de Coutances, Abel-Anastase Germain, qui prononce l'éloge funèbre.